# Tiempo de morir (pel·lícula de 1966)
Tiempo de morir és una pel·lícula mexicana en blanc i negre de 1966 dirigida per Arturo Ripstein i protagonitzada per Marga López i Jorge Martínez de Hoyos, amb guió de Gabriel García Márquez i Carlos Fuentes a partir d'un relat del propi García Márquez. Ripstein va rodar la pel·lícula quan tenia 21 anys, i es va convertir en el director més jove a fer-ho.

## Argument
Juan Sayago, un ex pistoler, torna a la seva ciutat natal després de passar 18 anys a la presó per matar Trueba a sang freda, amb la intenció de gaudir d'una vida tranquil·la al costat d'una antiga nòvia, Mariana Sampedro. Quan el fill del difunt, Julián, sent que Sayago ha tornat a la ciutat, demana que aquest s'enfronti a ell en un duel per venjar la mort del seu pare. Tot i així, el germà de Julián, Pedro, comença a dubtar que Sayago sigui un assassí sense honor després de conèixer-lo i passar temps amb ell. Aleshores Pedro sent al pare de la seva promesa dir que realment Trueba havia provocat Sayago fins que es va veure obligat a matar-lo per preservar el seu honor com a home. Pedro ho explica a Julián, però ell no es creu aquesta història i colpeja Pedro per insinuar que el seu propi pare era menys que perfecte. Julián continua assetjant Sayago seguint-lo arreu i destruint el que queda de casa seva fins que finalment Sayago es veu obligat a enfrontar-se de nou a Julián tal com va fer amb el seu pare per preservar el seu honor. Sayago mata Julián i, a canvi, Pedro es veu obligat a matar Sayago.

## Repartiment
- Marga López com Mariana Sampedro
- Jorge Martínez de Hoyos com Juan Sayago
- Enrique Rocha com Pedro Trueba, germà de Julián
- Alfredo Leal com Julián Trueba, germà de Pedro
- Blanca Sánchez com Sonia
- Luis Aragón com Pablo, amo de la hisenda
- Tito Junco com el comissari
- Quintín Bulnes com Diego Martín
- Miguel Maciá com el boticari
- Hortensia Santoveña com Rosita
- Carlos Jordán com Casildo
- Carolina Barret com mare de Sonia
- Claudio Issac com Claudio Sampedro
- Arturo Martínez com cantiner amic de Juan Sayago
- Manuel Donde com perruquer
- Leonardo Castro com l'enterrador
- Cecilia Leger com majordoma
- Chabelo Jiménez com ferrador
- Luz María Velázquez com Nana
- Gabriel García Márquez (no surt als crèdits)[3]

## Producció
La pel·lícula va ser filmada entre el 7 de juny i el 10 de juliol de 1965 als Estudios Churubusco i a localitzacions de Pátzcuaro, Michoacán i Iztapalapa, a Ciutat de Mèxic. Es va estrenar al cinema Variedades (Ciutat de Mèxic) l'11 d'agost de 1966.
Tiempo de morir es va basar en un argument original de Gabriel García Márquez (El charro) que aquest havia imaginat, amb un ambient de ranxo. Però les situacions i els escenaris no semblava que enganxéssin amb l'aspecte dels personatges vestits de cowboy.

## Recepció
Segons Rotten Tomatoes, la pel·lícula té una qualificació d'aprovació del 100% basada en 6 ressenyes, amb una valoració mitjana de 8/10. John DeFore a The Hollywood Reporter va anomenar la pel·lícula "una joia d'un western mexicà vintage que sent profundament la seva moralitat". Robert Abele, de Los Angeles Times, va escriure: "Filmada en un blanc i negre nítid que atresora tant plànols generals llòbrecs com un moviment de càmera nerviosament emocionant, Tiempo de morir converteix la narració de la confrontació de tants cowboys en una reflexió activament intel·ligent, foscament graciosa i no menys mancada de suspens sobre l'atracció de l'horitzó versus el mal vent ["els mals presagis"] al darrere". Ben Sachs, del Chicago Reader, va declarar: "Aquest va ser el primer llargmetratge dirigit per Arturo Ripstein (Profundo carmesí), i ja demostra una refinada sensibilitat estètica en la seva utilització de moviments de càmera curvilinis per a representar el desenvolupament de les relacions interpersonals". Alan Scherstuhl, de The Village Voice, va escriure: "El western d'Arturo Ripstein, Tiempo de morir, una paràbola sobre els cicles de la violència, no troba res romàntic en els enfrontaments i tirotejos. És una pel·lícula que s'intensifica ràpidament, la història d'un home que va ser dut a l'extrem en el passat amb conseqüències terribles i ara es veu novament dut a l'extrem, amb resultats que, com el títol suggereix, segur que seran pitjors. El guió pot provenir de novel·listes (s'acredita ni més ni menys que a Gabriel García Márquez i Carlos Fuentes), però no hi busqueu expansivitat novel·lística. El debut de Ripstein s'ha reduït al mínim, esmolada fins a arribar a una fulla de tallar".
L'any 1967 va guanyar el premi de "Millor pel·lícula" atorgat pels Periodistes del Cinema Mexicà.
El 2016 se'n va fer una projecció especial al 69è Festival Internacional de Cinema de Canes, amb una còpia restaurada en HD.